# Mstyslav Chernov
Mstyslav Andriyovych Chernov (en ucraniano: Мстислав Андрійович Чернов, [mstɪˈslɑu̯ t͡ʃerˈnɔu̯]; Járkov, 1985) es un cineasta, corresponsal de guerra, videógrafo, fotógrafo, fotoperiodista y novelista ucraniano conocido por su cobertura de la Revolución de la Dignidad,  la guerra del Dombás, el derribo del  vuelo 17 de Malaysia Airlines, la guerra civil siria, la batalla de Mosul en Irak y la invasión rusa de Ucrania en 2022, incluido el asedio de Mariúpol.
Por su trabajo sobre el asedio de Mariúpol recibió el Premio Pulitzer por Servicio Público, el Premio Deutsche Welle a la Libertad de Expresión, los Premios Internacionales Knight de Periodismo, el Premio Bayeux Calvados-Normandía, el Premio Elijah Parish Lovejoy, los Premios Free Media, el Premio Internacional a la Libertad de Prensa CJFE, Premios de Periodismo Televisivo de la Royal Television Society. Los materiales de vídeo de Mariúpol se convirtieron en la base de la película 20 días en Mariúpol, que se incluyó en el programa de competición del Festival de Cine de Sundance en 2023. La película ganó el Premio del Público en la categoría Documental de Cine Mundial.  Posteriormente la película ganó el Premio BAFTA al mejor documental.  El propio Chernov ganó el premio del Directors Guild of America.  En 2023, compartió el Premio Pulitzer por Servicio Público con Evgeniy Maloletka, Vasilisa Stepanenko y Lori Hinnant.  Ha ganado y ha sido finalista del Premio Livingston, el Premio Rory Peck, el Premio a la Libertad de Prensa de Reporteros Sin Fronteras,  y varios premios de la Royal Television Society.
Chernov es periodista de Associated Press y presidente de la Asociación Ucraniana de Fotógrafos Profesionales (UAPF). Es miembro del "PEN ucraniano" desde julio de 2022. 

## Carrera en fotografía y periodismo.

### Fotografía documental y de bellas artes: 2005-2013
Chernov comenzó su carrera en la fotografía en 2005, trabajando para la agencia de noticias local de Járkov, MediaPort.   Ganó notoriedad en 2008 cuando recibió el primer premio en una exposición de fotografía local "Járkov a través de los ojos de sus habitantes".  Ese mismo año, tuvo su primera exposición fotográfica personal "Musica per somnia ", concebida y organizada con la ayuda de Yuriy Yanko, director de la Sociedad Filarmónica de Járkov, quien quedó impresionado por las fotografías de Chernov de Sayaka Shōji, una violinista japonesa, que entonces interpretaba con la Filarmónica de Járkov.   En 2009, Chernov ganó otro primer premio en la exposición fotográfica local "Casi desapareciendo Járkov", que cubre ejemplos desmoronados de la arquitectura más antigua de la ciudad. 
A partir de 2008, Chernov trabajó con Chernobyl Children International,  Novick Cardiac Alliance, fotografiando cirugías cardíacas,  continuando su transición a la fotografía documental. En 2012 vivió en Camboya, centrándose en proyectos culturales y de atención médica local. 
Mientras tanto, en 2013, el trabajo de Chernov obtuvo reconocimiento nacional. Sus fotografías de 2013 le valieron el primer lugar en el concurso ucraniano "Fotógrafo del año" en la nominación de fotografía documental.  Ese mismo año, Chernov ganó los premios Pentax Awards Ucrania 2013  y la nominación a Mejor fotógrafo de prensa de Ucrania, "retrato".  Fotografió en más de cuarenta países y realizó otra exposición personal, Rainy Season, con imágenes del Extremo Oriente.  
En 2013, Chernov se convirtió en presidente de la Asociación Ucraniana de Fotógrafos Profesionales (UAPF).   El proyecto de instalación de Chernov Peeking in Windows (colocar fotografías antiguas ampliadas en ventanas de edificios abandonados) llamó la atención de la prensa nacional y se repitió en los años siguientes.    En 2013, Chernov participó en Unframe, un proyecto internacional de fotografía documental. 

Ejemplos de fotografías de 2005-2013.
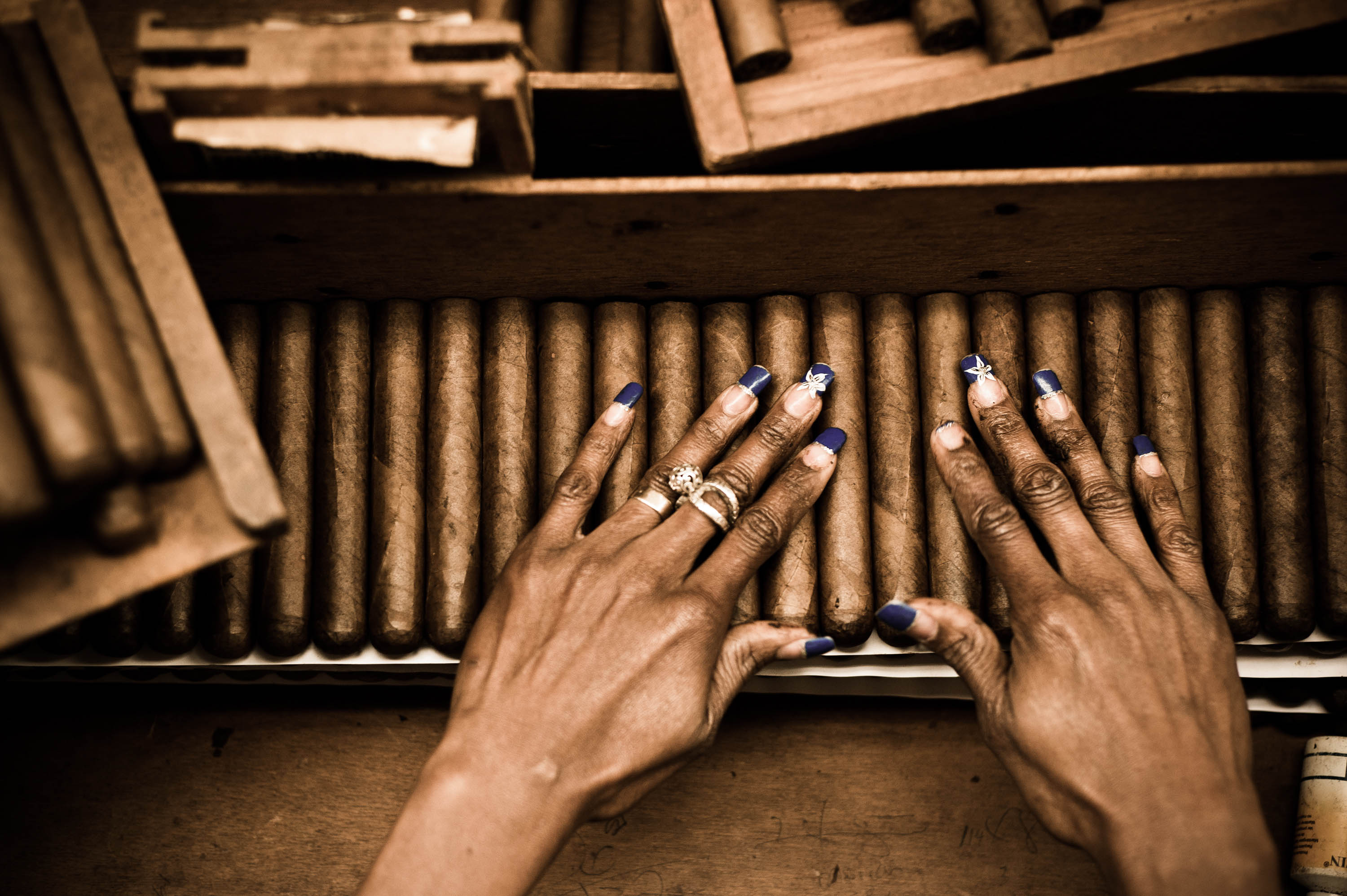
Fábrica de cigarros artesanales, República Dominicana, 2011
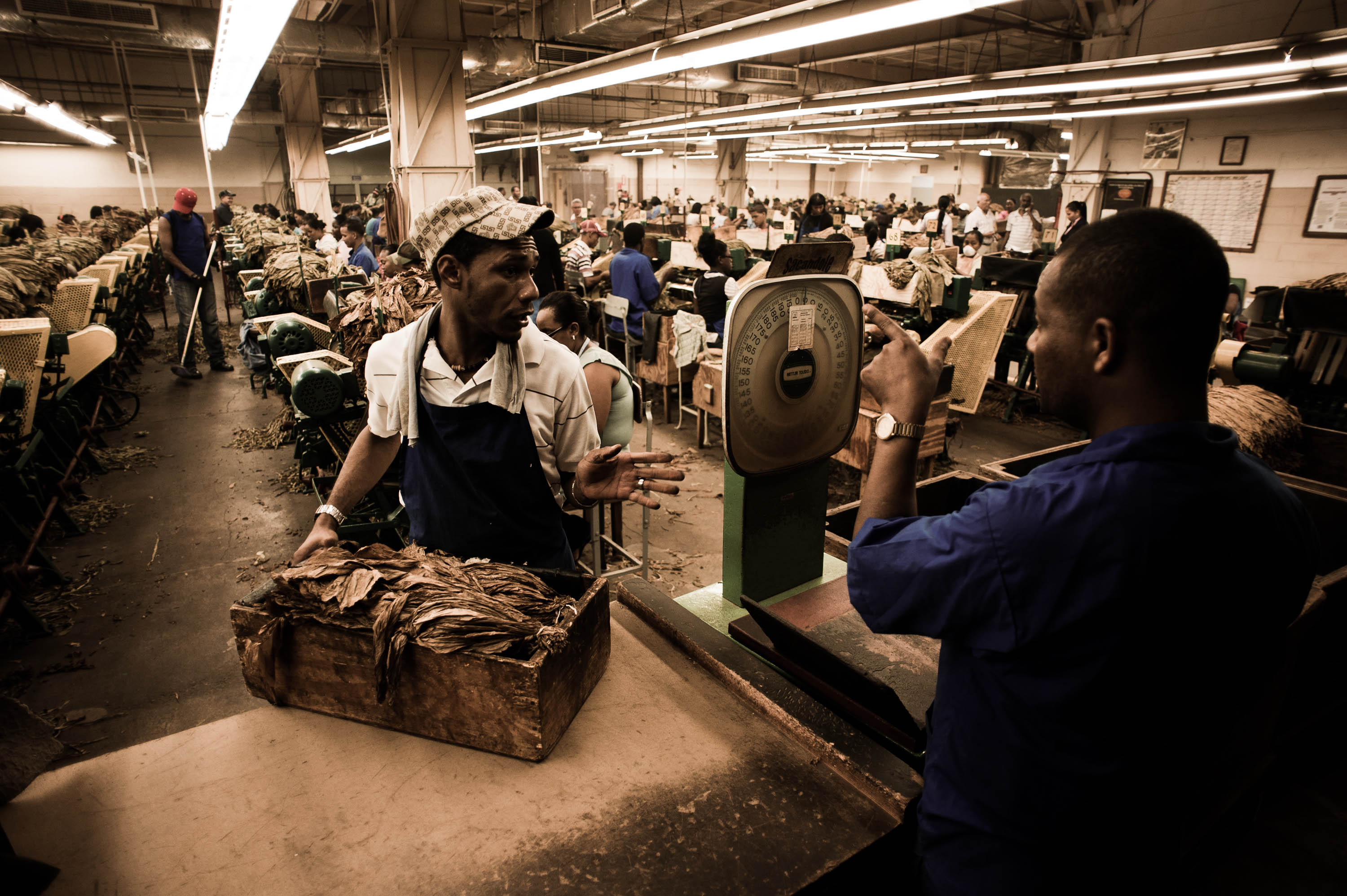
Fábrica de cigarros artesanales, República Dominicana, 2011
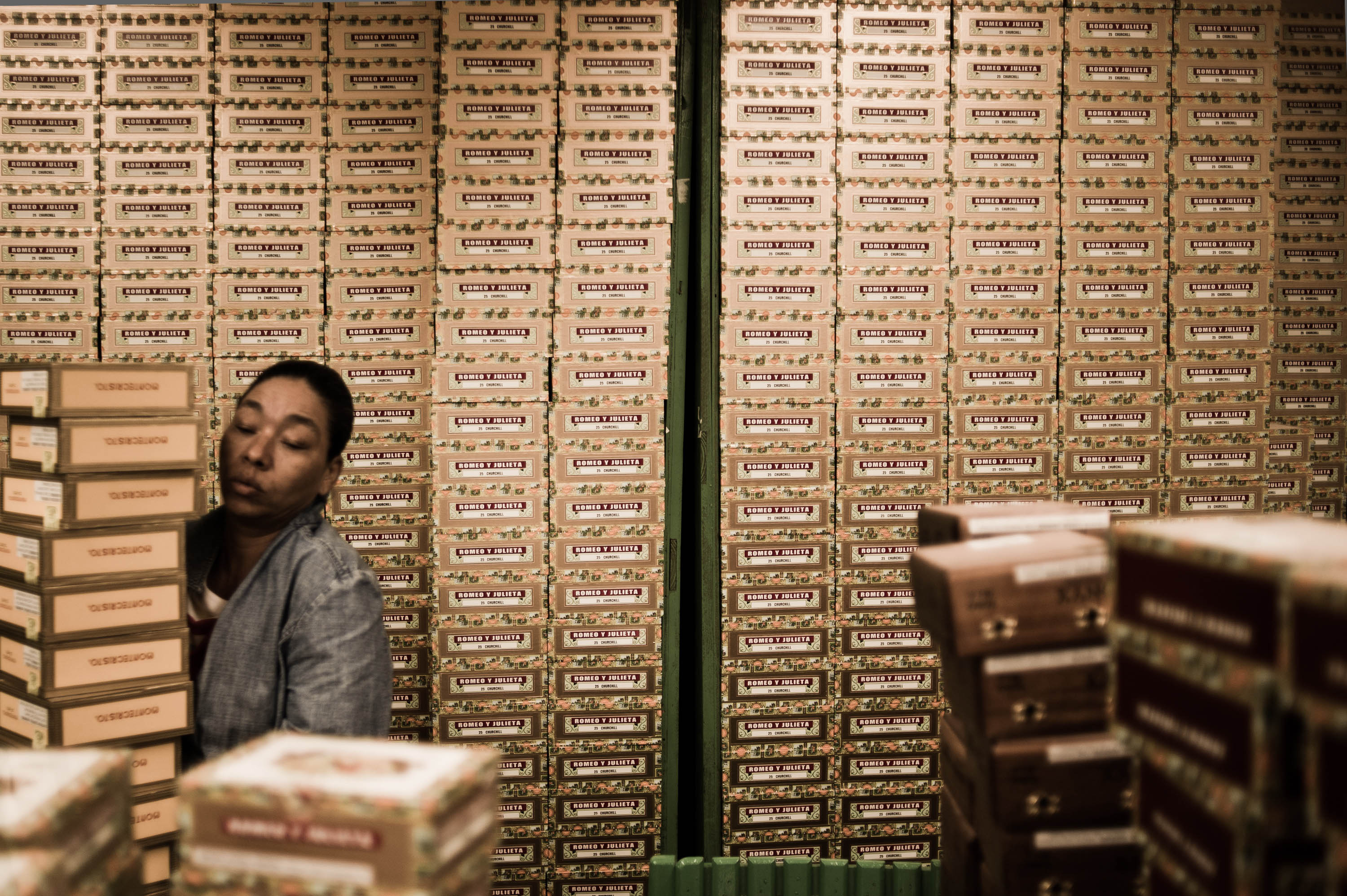
Fábrica de cigarros artesanales, República Dominicana, 2011
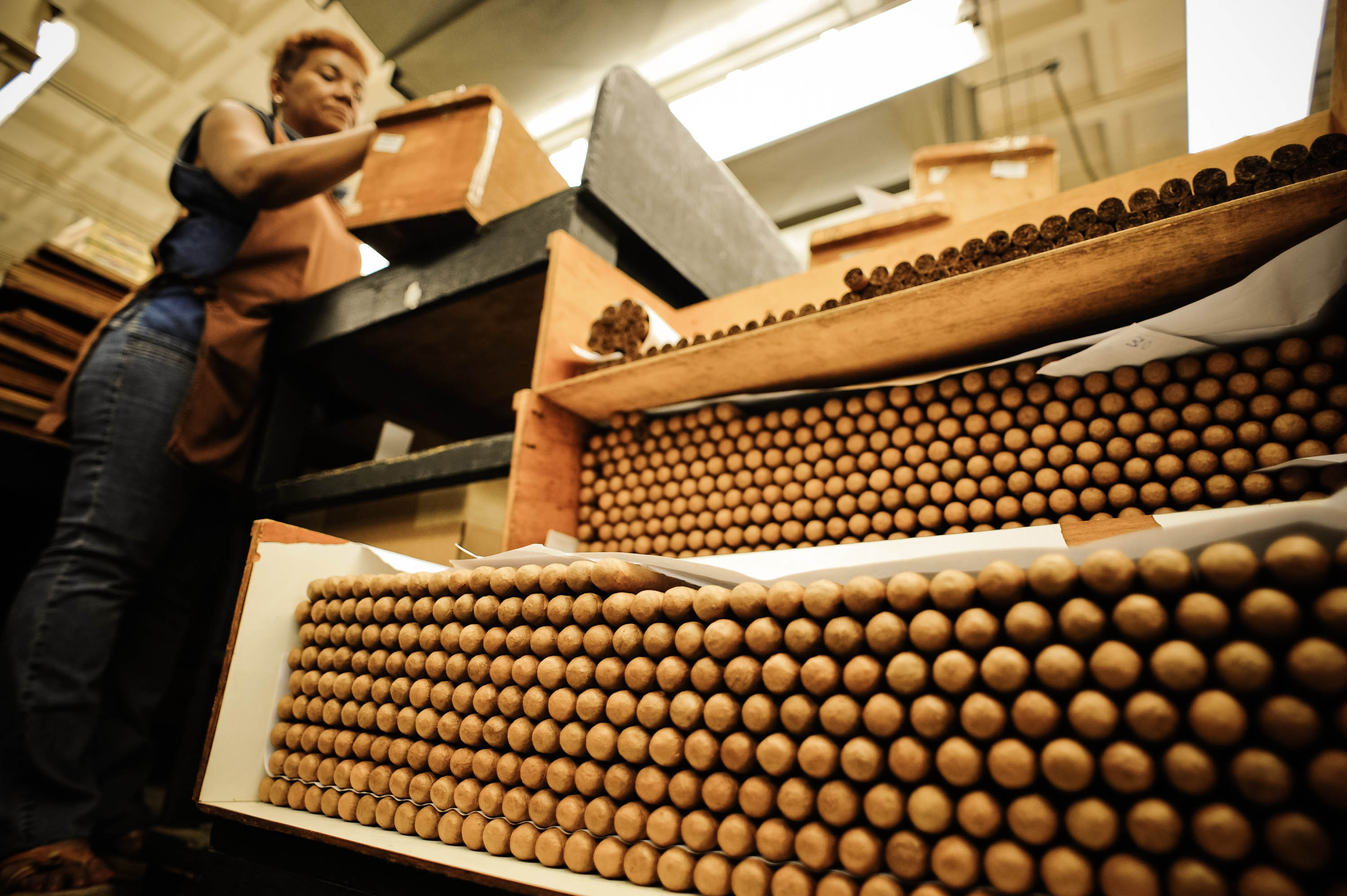
Fábrica de cigarros artesanales, República Dominicana, 2011
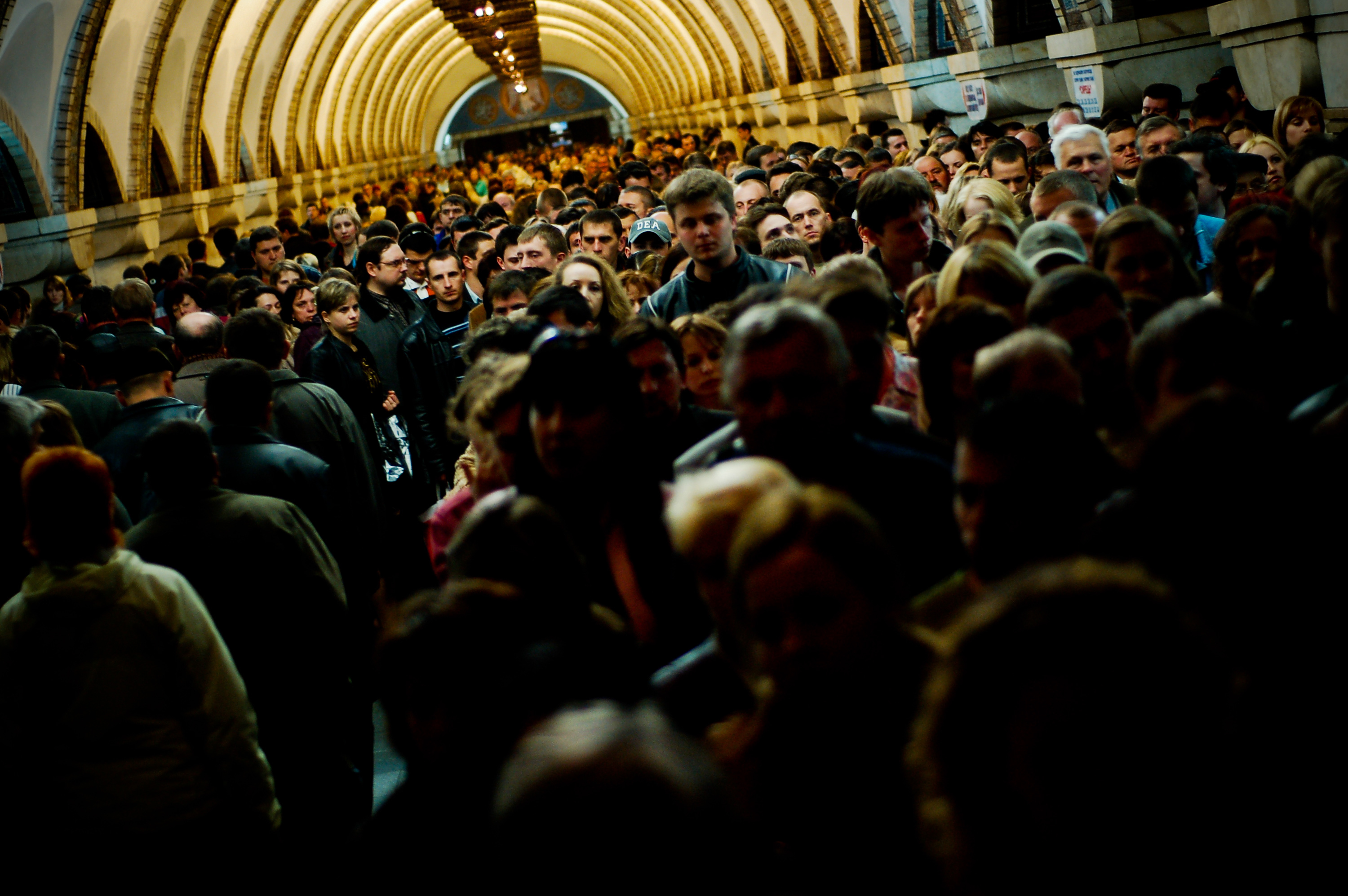
Estación de metro Zoloti Vorota, Kiev, 2007
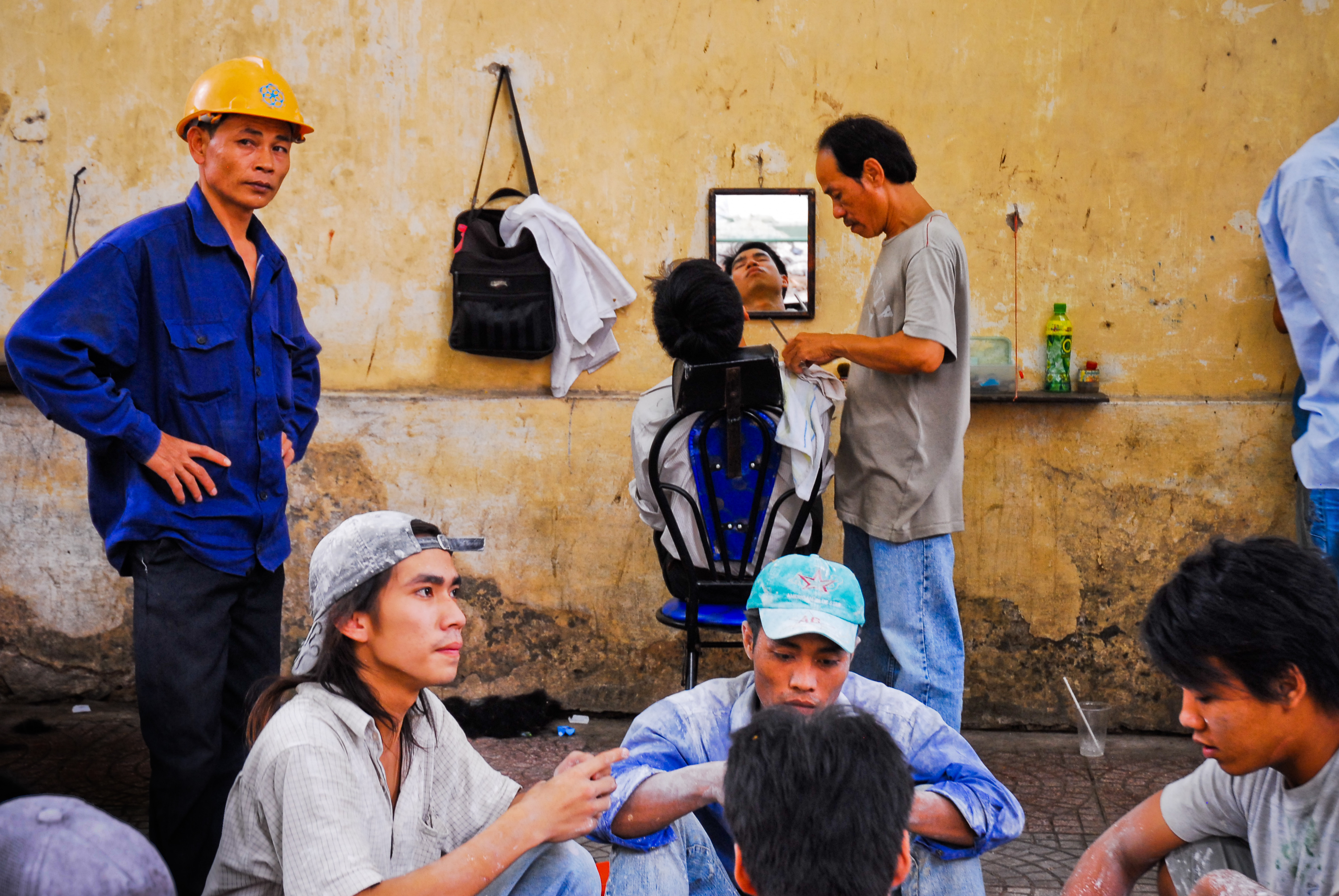
Barbero callejero, Ciudad de Ho Chi Minh, Vietnam, 2009
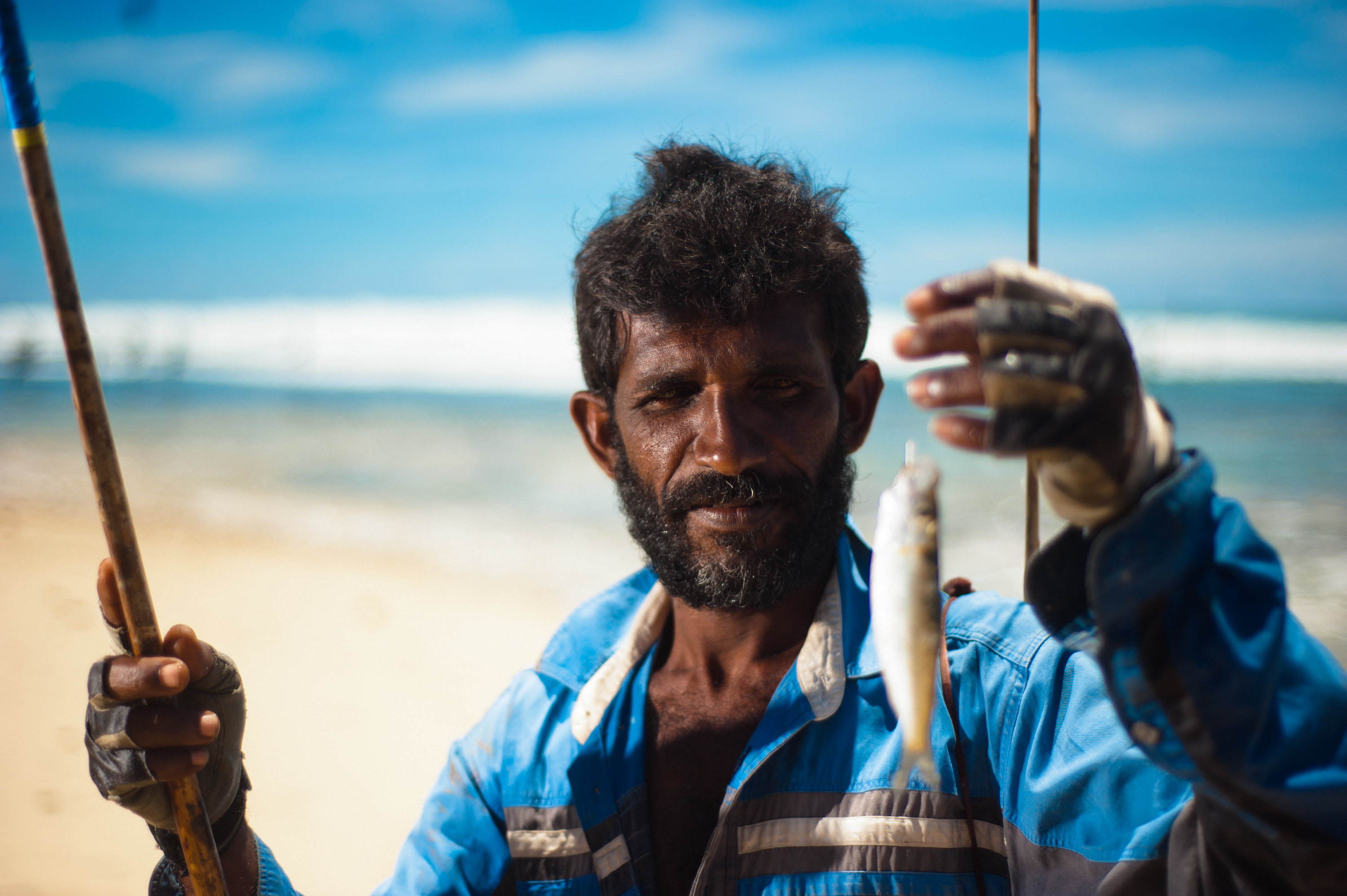
Pescador, Sri Lanka, 2011
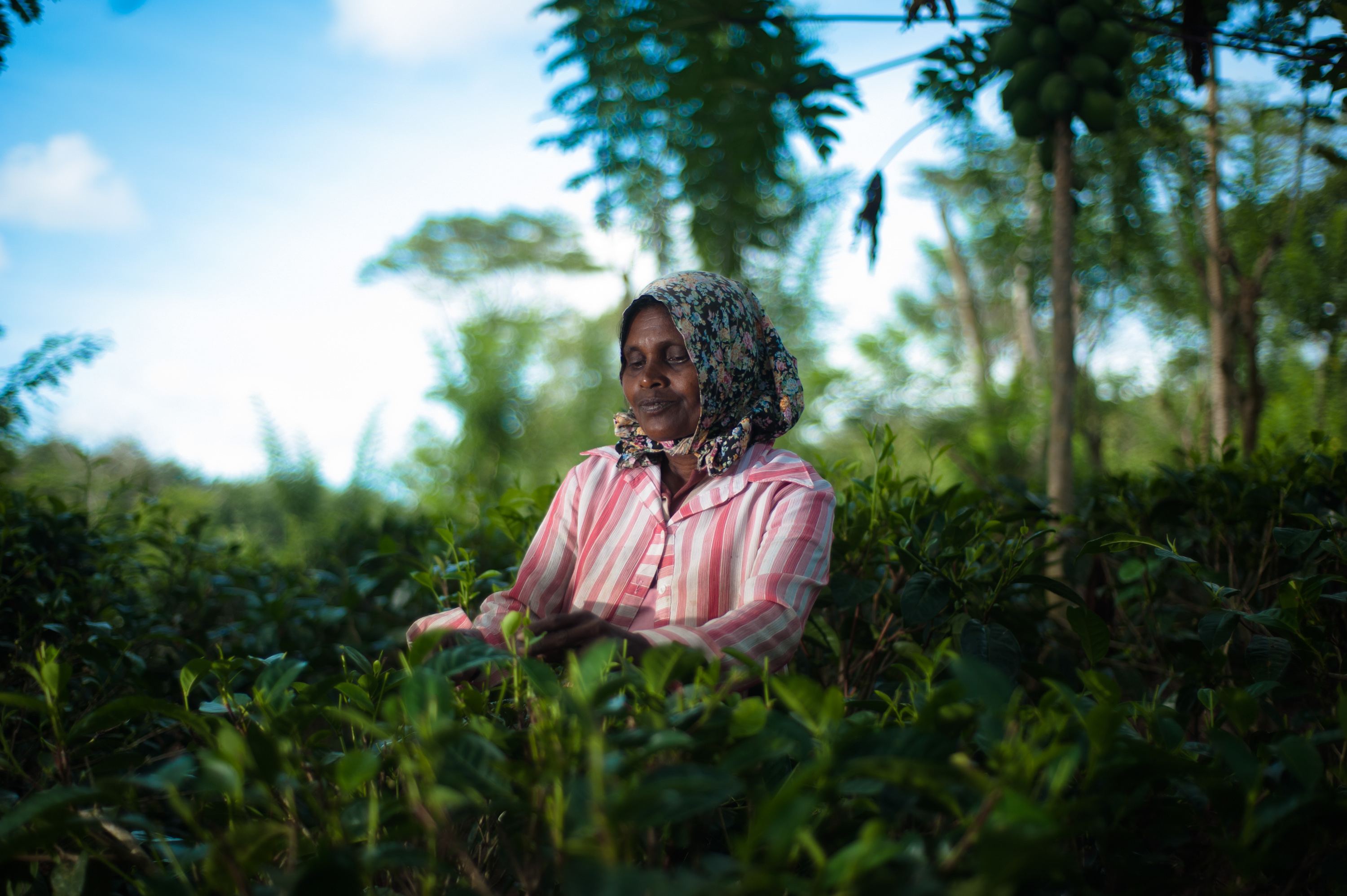
Cosecha de té en Sri Lanka, 2011

### Periodismo
En el verano de 2013, mientras fotografiaba en Estambul, Turquía, Chernov se encontró en medio de las protestas en el parque Gezi. La violencia nocturna provocó un cambio de la fotografía artística y la fotografía documental a los reportajes sobre conflictos y guerras. 

Fotografías de Chernov de las protestas en el parque Gezi, Estambul, 2013
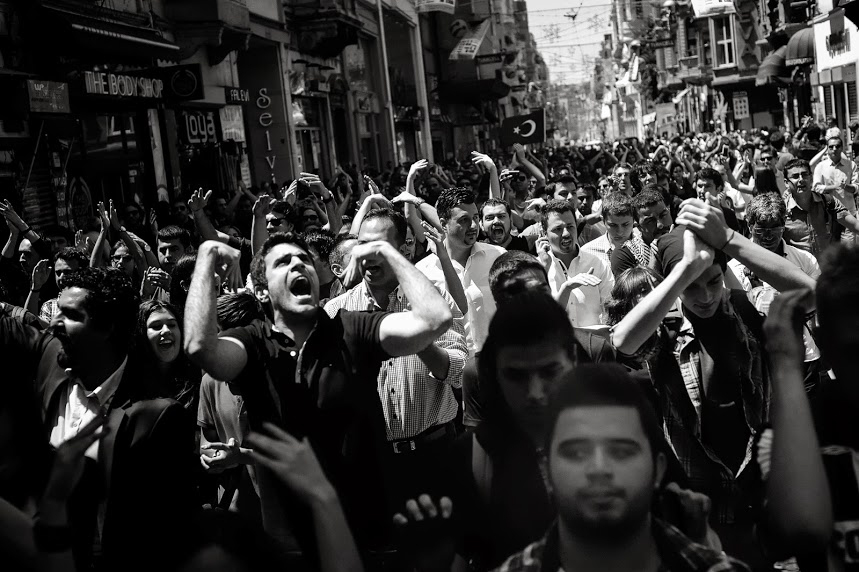
3 de junio de 2013
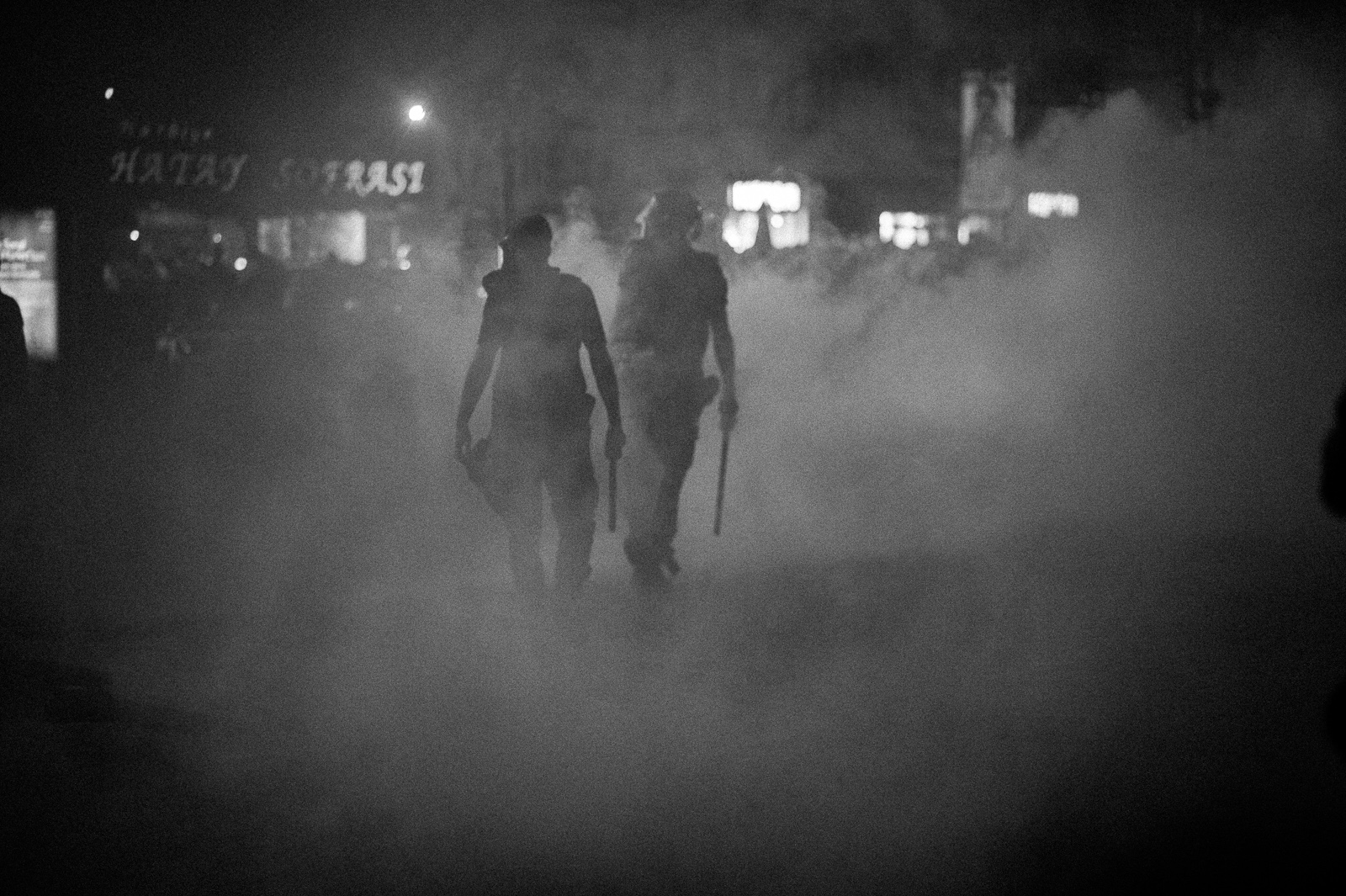
15 de junio de 2013

#### Euromaidán
A finales de 2013, en Kiev, la capital de Ucrania, Chernov fotografió las protestas masivas de Euromaidan como corresponsal de MediaPort y Unframe. Fue atacado y herido varias veces. En diciembre de 2013, la policía pro-Yanukovich hirió a Chernovla en la mano con una porra, rompió sus credenciales de prensa y destruyó su equipo fotográfico.  En enero de 2014, ignorando la insignia de Chernov que lo identificaba como miembro de la prensa, un policía pro-Yanukóvich arrojó una granada aturdidora a Chernov, hiriéndole las piernas y el ojo con metralla.  
Muchos periodistas internacionales acudieron en masa para cubrir la Revolución Ucraniana, que más tarde desembocó en la anexión de Crimea y la guerra en Dombás. Chernov brindó asistencia local a los periodistas internacionales y también comenzó como traductor y corresponsal para Associated Press.   La experiencia de Chernov en fotografía y su asociación con otros reporteros le permitieron pulir sus habilidades de filmación de videos y convertirse en un trabajador independiente habitual de Associated Press en mayo de 2014. 

Fotografías de Chernov de Euromaidán, 2013-2014
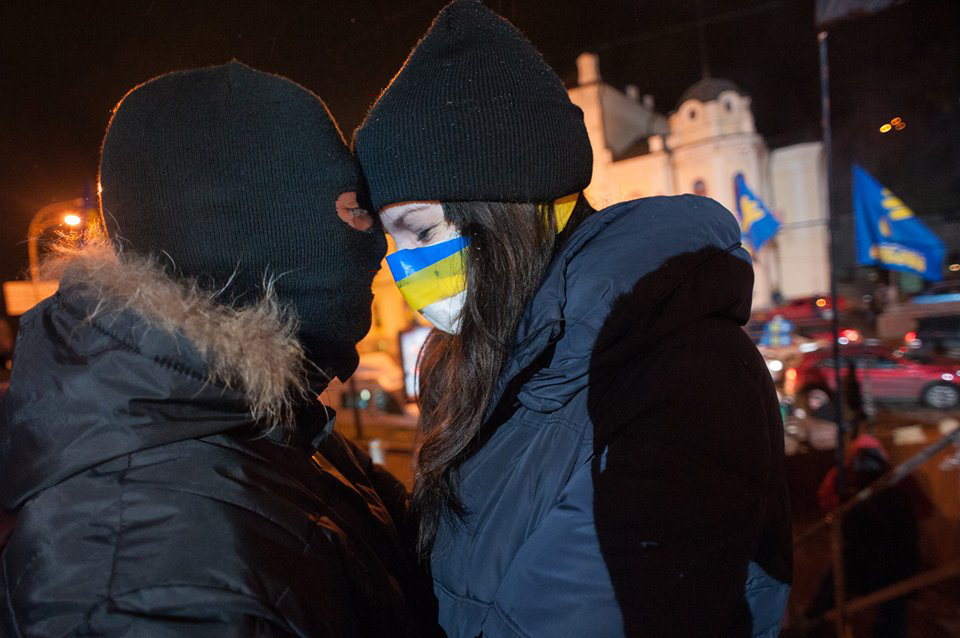
Manifestantes, 30 de noviembre de 2013.
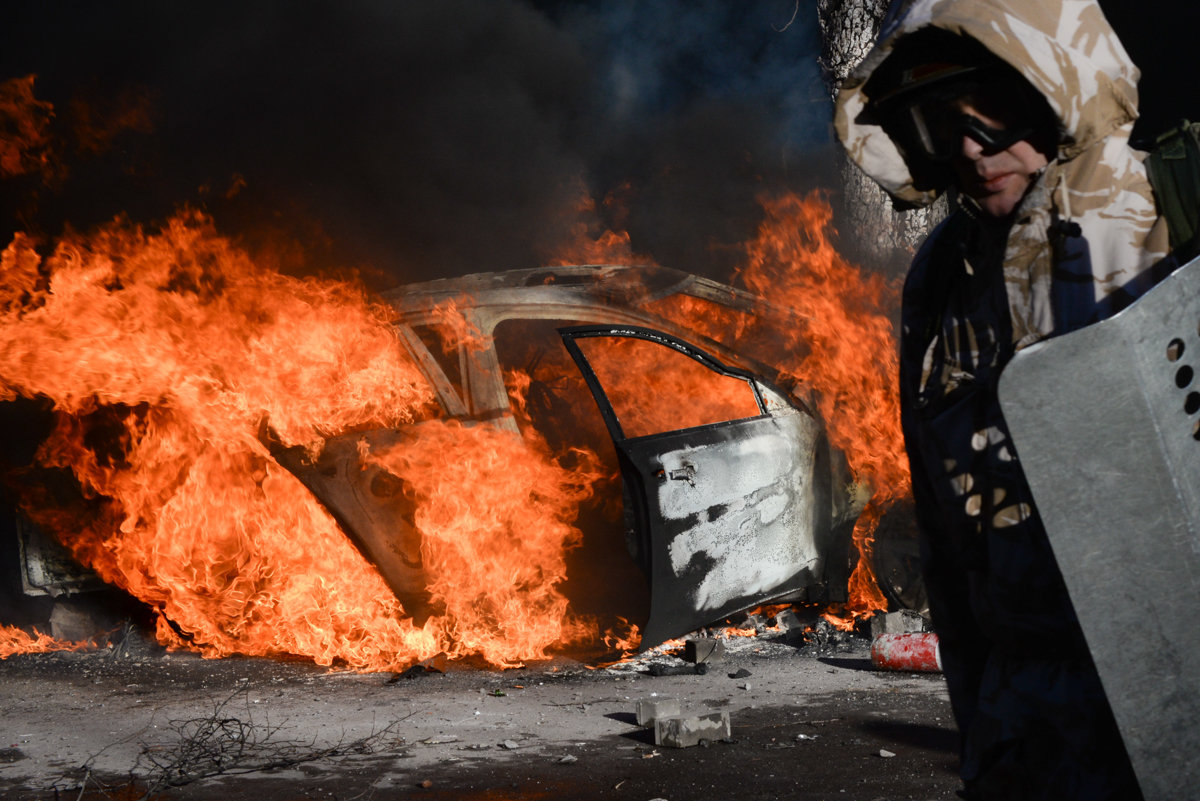
18 de febrero de 2014
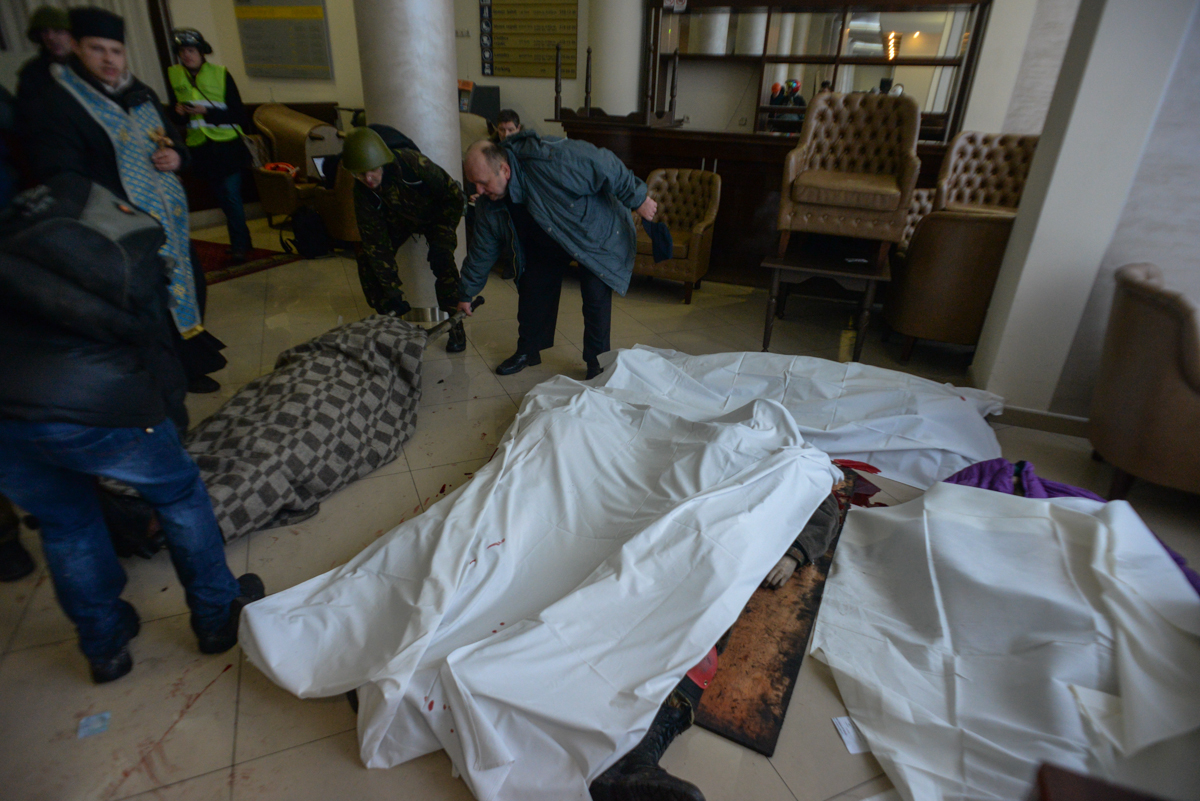
Cuerpos de manifestantes, 20 de febrero de 2014

#### Carrera con Associated Press
En julio de 2014, Chernov ya trabajaba como periodista independiente multimedia (texto, fotografía y vídeo) para Associated Press.  La intervención militar rusa en Dombás había creado otra zona de conflicto en Ucrania, y Chernov cubrió la la guerra del Dombás en 2014, convirtiéndose en uno de los pocos periodistas que informaron sobre el conflicto desde ambos lados.    Fue el primer periodista en publicar imágenes de vídeo del lugar del derribo del vuelo 17 de Malaysia Airlines. 
En su tercer día trabajando como periodista independiente de AP, el vuelo 17 de Malaysia Airlines fue derribado en la zona y Chernov proporcionó las primeras imágenes del incidente. Su reportaje jugó un papel esencial en la cobertura del evento por parte de la AP.  Por su cobertura del evento, Chernov recibió el premio "Joven Talento del Año" de la Royal Television Society. 

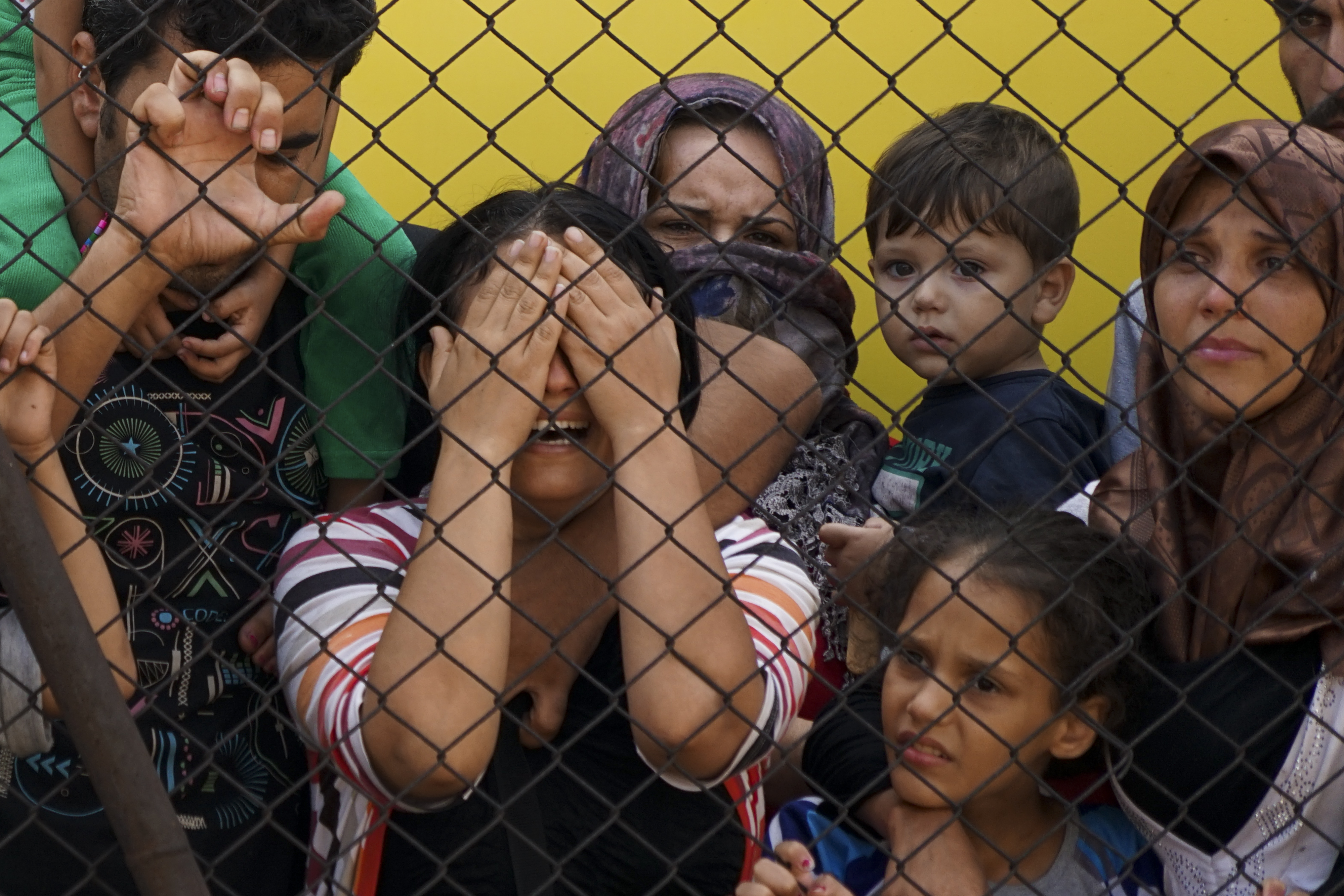
La crisis de refugiados en Hungría, 2015

En los años siguientes, como periodista de AP y corresponsal de guerra, Chernov cubrió la guerra en Siria y la batalla de Mosul en Irak , así como la crisis migratoria europea de 2015 en Grecia, Macedonia, Eslovenia, Croacia, Hungría, Austria y Alemania..  En 2017, en Mosul, una bala de francotirador atravesó la cámara de Chernov y se atascó en su chaleco balístico.  Los videos iraquíes de Chernov fueron finalistas del Premio Rory Peck en 2017   y de los premios de la Royal Television Society en 2017 y 2018.  
Los informes de Chernov se publicaron en todo el mundo y fueron recogidos por The Independent, The Seattle Times, Military Times, Navy Times, y el Washington Examiner. Las fotografías de Chernov también se publicaron en The New York Times, The Washington Post, The Wall Street Journal, Forbes, The Guardian, Daily Telegraph, Daily Mail, Le Monde, Deutsche Welle, Die Zeit y sus vídeos se transmitieron en BBC, Euronews, CNN, Fox News, Sky News, Al Jazeera. En 2016, un juez de la Royal Television Society comentó que "dado el alcance, el volumen y la distribución global de las imágenes [de Chernov], es posible que haya habido días el año pasado en los que vimos [los informes de Chernov] todo el día" 
En la primavera de 2020, Chernov trabajó en Libia, Siria, cubriendo la crisis migratoria en Turquía. De mayo a julio y de septiembre a octubre filmó el curso de la pandemia de COVID-19 en Ucrania. 
En agosto de 2020, Chernov trabajó en Bielorrusia cubriendo las elecciones presidenciales. Tras el anuncio de que Lukashenko era el ganador de las elecciones, comenzaron protestas a gran escala. En Minsk, Chernov fue capturado y golpeado por agentes del orden bielorrusos. Perdió el conocimiento tras ser golpeado en una furgoneta de la policía y recuperó el conocimiento en una ambulancia. Durante las protestas, Chernov grabó el momento en que un hombre con una camisa ensangrentada cayó al suelo. Más tarde se supo que el manifestante era Oleksandr Taraikovsky. La foto y el vídeo de Chernov se convirtieron en evidencia incontrovertible de que Taraikovsky recibió un disparo a quemarropa por miembros de las fuerzas especiales el 10 de agosto de 2020 en Minsk, mientras que los medios gubernamentales intentaron retratar el incidente como algo que sucedió debido al descuido de un manifestante. Después de eso, Chernov fue deportado del país y su acreditación no fue extendida..
Durante 2020 y 2021 trabajó también en Alto Karabaj, Afganistán, Lituania y Armenia.
En febrero y marzo de 2022, durante la invasión rusa de Ucrania, Chernov y el periodista independiente Evgeniy Maloletka, que trabajaba para AP, permanecieron en Mariúpol, que estaba rodeada por tropas rusas, bajo asedio y intensamente bombardeada, mientras que el Ministerio ruso de Asuntos Exteriores y El Ministerio de Defensa afirmó que Rusia sólo apunta a instalaciones militares. Chernov y Maloletka estaban entre los pocos periodistas y, según AP, los únicos periodistas internacionales en Mariúpol durante ese período, y sus fotografías fueron utilizadas por los medios occidentales para cubrir la situación.  Según Chernov, el 11 de marzo se encontraban en un hospital tomando fotografías cuando fueron tomados de la ciudad con la ayuda de soldados ucranianos. Consiguieron escapar ilesos de Mariúpol.  El 23 de mayo de 2022, Chernov, junto con Maloletka y Vasilisa Stepanenko, recibieron el Premio Internacional Knight de Periodismo por su trabajo en Mariúpol.  A finales de 2022, Forbes Ucrania lo incluyó en las clasificaciones nacionales de Ucrania "Gente de HB 2022 en el año de la guerra"  y "14 canciones, fotografías y objetos de arte que se convirtieron en símbolos de la resistencia ucraniana".

Muestras de fotografías documentales de Chernov, 2015-2016
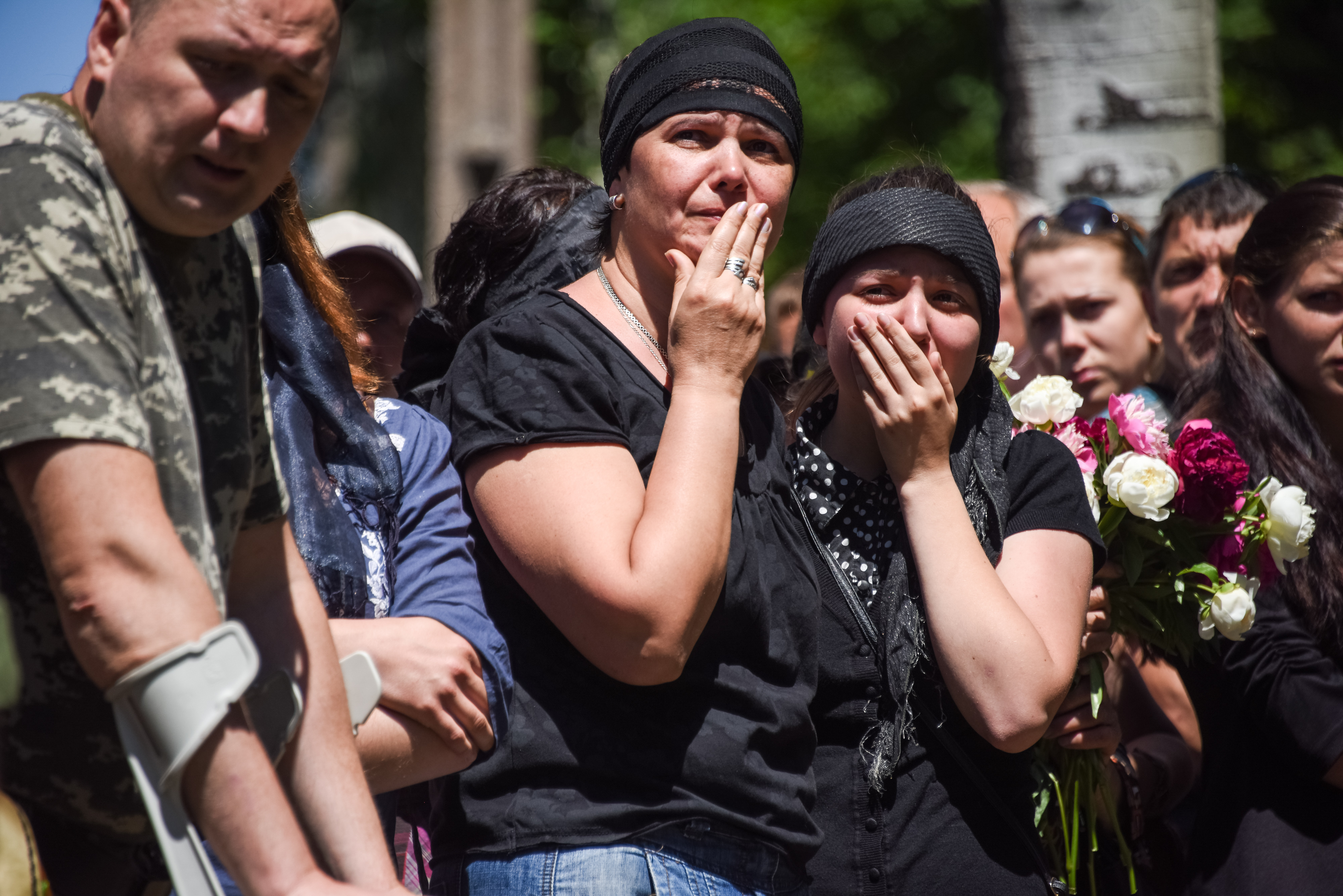
Luto de los combatientes, Donetsk, Ucrania, junio de 2015
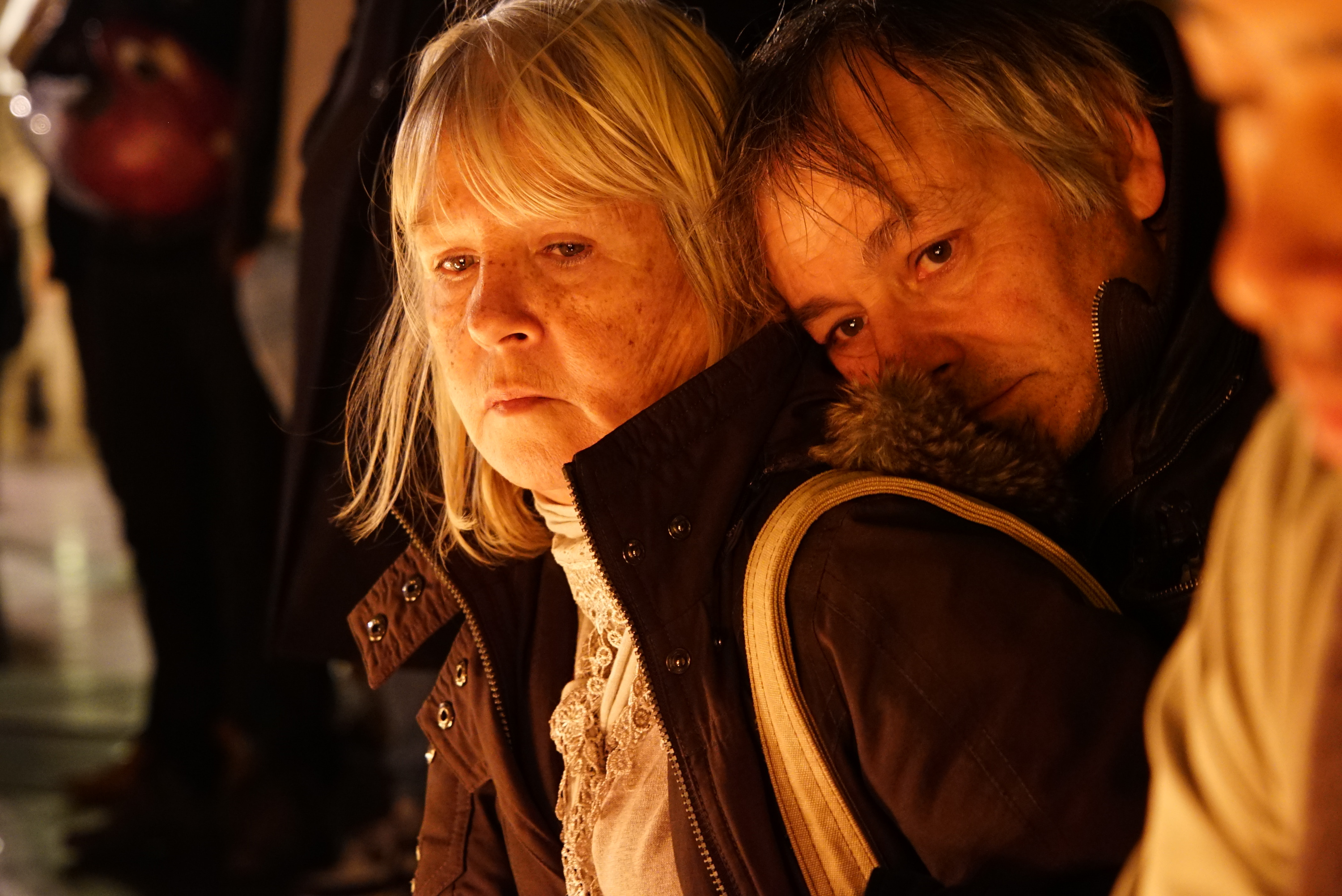
Las secuelas deLos atentados terroristas de París., noviembre de 2015
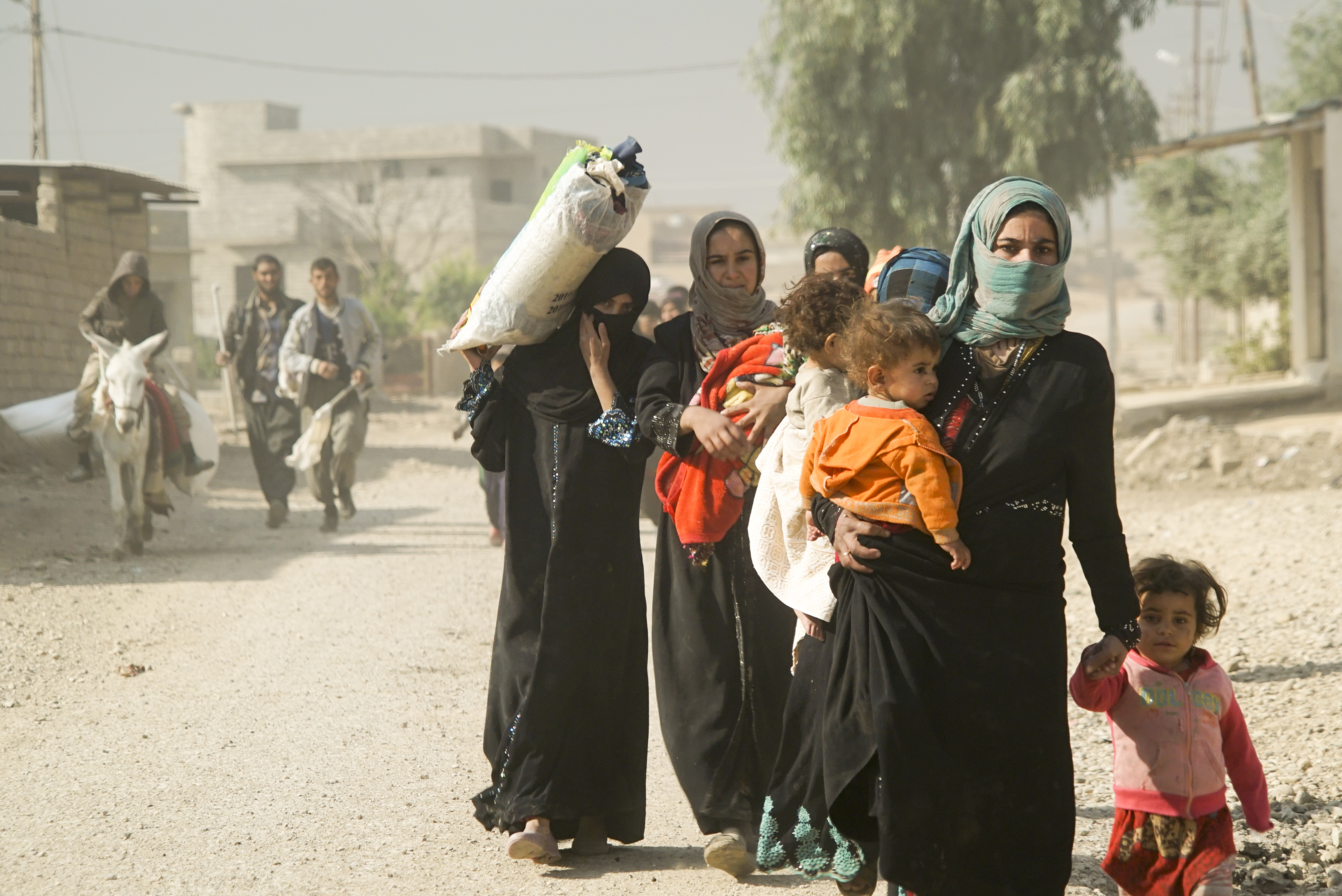
Mosul, Iraq, noviembre de 2016

### 20 días en Mariúpol
A partir de imágenes que Chernov recopiló en Mariúpol, junto con el equipo de Frontline (canal PBS) realizó el documental 20 días en Mariúpol. La película fue incluida en la competencia del Festival de Cine de Sundance en la categoría Competencia Mundial de Documentales de Cine. El estreno mundial de la película tuvo lugar en el festival en enero de 2023.  La película ganó el Premio del Público en la categoría Documental de Cine Mundial.  En el sitio web de reseñas Rotten Tomatoes, la película tiene un índice de aprobación del 100%. 
En 2023, 20 Days in Mariúpol recibió el premio Cinema for Peace como mejor documental del año,  y el premio Standing Up en el Festival Internacional de Cine de Cleveland.  El estreno en Ucrania tuvo lugar en el festival DocuDays UA y la película se llevó el premio principal.  En el festival de cine documental de Nueva Zelanda Doc Edge, 20 días en Mariúpol obtuvo dos nominaciones: Mejor director (Mstyslav Chernov) y Mejor montaje (Michelle Mizner).  Posteriormente, la película recibió el premio Tim Hetherington en el Sheffield DocFest. 
La película se estrenó en cines seleccionados de EE. UU. el 14 de julio de 2023  y su estreno público en Ucrania está previsto para el 31 de agosto  Las proyecciones previas al estreno tuvieron lugar en Kiev (festival Bouquet Kyiv Stage 2023)  y Lviv (ONG "Lviv Media Forum").  El primer fin de semana de septiembre de 2023, la película recaudó más de 530.000 grivnas en la taquilla ucraniana, convirtiéndose en el documental ucraniano más taquillero de la historia. 
El Comité Ucraniano de los Oscar nominó a "20 días en Mariúpol" de Ucrania para la 96.ª edición de los Premios de la Academia en la categoría "mejor película internacional".  La película ganó los premios BAFTA de cine en la categoría "Mejor documental" y fue nominada en la categoría "Película que no está en inglés"   La película se incluyó en largas listas de premios de la Academia y luego ganó la categoría de mejor largometraje documental. 
La película obtuvo dos nominaciones al Premio Nacional de Cine Kinokolo (Mejor Documental y Descubrimiento del Año).  La película fue clasificada como uno de los tres mejores documentales de 2023 por IndieWire.  La película recibió premios del Directors Guild of America por logros destacados como dirección en documental. 
En octubre la película se iba a proyectar en el festival Serbian Beldocs en el Centro Cultural Lazarevac en las afueras de Belgrado. El 10 de octubre, el Partido Radical Serbio pidió la cancelación de la proyección de la "película de propaganda antirrusa del régimen de Kiev", que es "un intento de Occidente de cambiar la actitud del pueblo serbio hacia la hermana Rusia ".  El 12 de octubre, la administración del festival canceló la proyección, subrayando que "Beldocs no está detrás de esta decisión y no participó en ella". 

### El estilo de Chernov
Los observadores externos notan la profunda compasión de Chernov por la humanidad que hace que sus imágenes sean influyentes. También destacan el amplio espectro de su trabajo creativo y su "ojo excepcional para los detalles". 
Un fotógrafo ucraniano y curador de una exposición fotográfica en Járkov, Volodymyr Ohloblin, comentó sobre el trabajo de Chernov: "Mstyslav tiene una visión excepcionalmente profunda. [sic]   es obvio lo que siente por las personas en sus fotografías. Mstyslav tiene una buena intuición, un don poco común: cómo transmitir en fotografías lo que ve." 
El director de la sección de noticias europea de Associated Press, Caro Kriel, dijo: "A través de su participación en algunas historias críticas, Chernov rápidamente demostró ser un periodista multiformato poco común con una asombrosa habilidad para desarrollar una historia en las condiciones más difíciles.... Es un narrador visual natural y su rasgo característico (la compasión por la humanidad que impregna casi todas las imágenes) ha asegurado que su trabajo haya tenido un impacto inmediato". 
Un juez de los premios de la Royal Television Society comentó que "[Chernov] tiene un ojo excepcional para los detalles y una gama completa de tomas en su portafolio, capturando emociones y transmitiendo el miedo y, a veces, el pánico que estuvo en el centro de tantos acontecimientos noticiosos el año pasado. ". 
El propio Chernov cree que la guerra no debe ser glamorosa sino representada tal como es. Al comentar sobre su propio trabajo, Chernov señaló que no necesariamente le gusta el periodismo de guerra, pero siente que está en el lugar correcto, aunque su trabajo podría en algún momento pasar a un tipo diferente de fotografía, por ejemplo, a trabajar para National Geographic.. 
El fotógrafo cree que a veces hay que correr riesgos para hacer una buena foto: "Hay que hacer concesiones: para mostrar lo que está pasando, hay que estar en el centro de los acontecimientos. Si te cuidas, nunca lo lograrás". fotografiar lo más importante".
Chernov prefiere trabajar "ligero", llevando equipo más simple y más pequeño, que siempre pueda tener consigo y listo para disparar en todo momento. Trabaja con cámaras pequeñas y normalmente no utiliza trípode. 

## Obra literaria
En enero de 2020, Chernov presentó su novela psicológica Tiempo del Sueño (en ucraniano: Часи сновидінь), una ficción de 500 páginas concebida y escrita durante un período de 8 años.   En alusión al Tiempo del Sueño de los  aborígenes australianos, la novela examina las experiencias colectivas de las sociedades ("sueños") en la guerra y el conflicto y se basa libremente en acontecimientos reales que Chernov presenció durante la guerra en Dombás, la crisis migratoria en Europa de 2015 y otros.   Presenta cuatro líneas argumentales entrelazadas que se extienden a lo largo de una vasta geografía desde Ucrania oriental hasta el sur de Europa y luego hasta el sudeste asiático, pero unidas por un tema común de resolución de conflictos internos.   La novela se presentó en Kiev como punto focal de una exposición de videoarte dedicada al papel de los medios en la creación de experiencias colectivas públicas.   A la obra se le atribuyó el mérito de su creativa aplicación literaria de los sueños para mostrar la psique de los protagonistas y de su prosa "seria" y "magistral".   La novela fue incluida en los libros TOP de 2020 por voluntarios, escritores y periodistas militares sobre la guerra ruso-ucraniana según "Army FM". 
La experta literaria y crítica Tetyana Trofymenko cree que Tiempo del Sueño es una prosa inesperadamente fuerte y estilísticamente formada para un debutante.  El periodista y crítico Yuryi Volodarsky calificó la novela como el primer texto literario a gran escala de la literatura ucraniana en el que se muestra la guerra en Dombás desde el otro lado del frente. "Una novela que para un debut es sorprendentemente brillante, pero en muchos momentos resulta tan incómoda que es mejor ignorarla. Tiempo del Sueño carece tanto de los juicios evaluativos del autor como de la transmisión de puntos de vista "correctos" de boca de los los personajes. Chernov es ante todo un humanista, esto se nota tanto en su prosa como en las fotografías de los lugares calientes". 
El 26 de septiembre de 2023, Mstislav Chernov declaró que la editorial "Samit-knyga" no le había pagado honorarios dos años después de la publicación de la novela y se negó a informar sobre la venta del libro. La editorial se disculpó y envió informes. Chernov prohibió a la editorial seguir utilizando su nombre y su libro con fines publicitarios. 

## Publicaciones

### Ficción de Chernov
- Часи сновидінь = Tiempo del Sueño (2020)
- The Dreamtime: A Novel, Cherry Orchard Books, tapa dura, 11 de octubre de 2022, traductores: Peter Leonard, Felix Helbing ISBN 978-1644699881

### Libros de fotografía con aportaciones de Chernov.
- Незалежні = Independientes. Ваш автограф, 2022. 144 fotografías tomadas por 60 fotógrafos ucranianos durante 30 años. Con texto de Mstyslav Chernov. Editado por Mykhailo Palinchak. [87]

## Premios
| Año  | Premio                                                               | Categoría                                                                                                   | Resultado | Referencia             |
| ---- | -------------------------------------------------------------------- | --- | --------- | ---------------------- |
| 2024 | Alfred I. duPont–Columbia University Award                           | Mejor periódico, servicio de noticias o reportaje digital del extranjero.                                   | Ganador   | [ 88 ]                 |
| 2024 | Directors Guild of America                                           | Outstanding Directorial Achievement in Documentary                                                          | Ganador   | [ 72 ]                 |
| 2023 | Doc Edge (documentary film festival)                                 | Best International Director                                                                                 | Ganador   | [ 89 ]                 |
| 2023 | Pulitzer Prize                                                       | Pulitzer Prize for Public Service (compartido con Evgeniy Maloletka, Vasilisa Stepanenko, and Lori Hinnant) | Ganador   | [ 90 ]                 |
| 2023 | Overseas Press Club Awards                                           | Hal Boyle Award (mejor periódico, servicio de noticias o reportaje digital del extranjero.)                 | Ganador   | [ 91 ]                 |
| 2023 | Royal Television Society Television Journalism Awards                | Camera Operator of the Year                                                                                 | Ganador   | [ 92 ]                 |
| 2023 | George Polk Awards                                                   | Award for War Reporting                                                                                     | Ganador   |                        |
| 2023 | Philip Meyer Journalism Award                                        | (como miembro del equipo de The Associated Press y PBS Frontline)                                           | Ganador   | [ 93 ]                 |
| 2023 | CJFE International Press Freedom Award                               | | Ganador   | [ 94 ]                 |
| 2022 | Ukrainska Pravda Award                                               | Journalist of the Year                                                                                      | Ganador   | [ 95 ]                 |
| 2022 | Reporters Without Borders Press Freedom Prize                        | Prize for Impact                                                                                            | Ganador   | [ 5 ]                  |
| 2022 | Oliver S. Gramling Awards                                            | Journalism Awards (con Evgeniy Maloletka and Vasilisa Stepanenko)                                           | Ganador   | [ 96 ]                 |
| 2022 | 27th International Festival of Reportage and Media (Serbia)          | Photo report                                                                                                | Ganador   | [ 97 ]                 |
| 2022 | Free Media Awards                                                    | | Ganador   | [ 98 ]                 |
| 2022 | Elijah Parish Lovejoy Award for Courage in Journalism                | | Ganador   | [ 99 ]                 |
| 2022 | Bayeux Calvados-Normandy Award                                       | Video Image Trophy                                                                                          | Ganador   | [ 100 ]                |
| 2022 | Bayeux Calvados-Normandy Award                                       | Television Trophy                                                                                           |           | [ 100 ]                |
| 2022 | Knight International Journalism Award                                | | Ganador   | [ 101 ]                |
| 2022 | Royal Television Society Award                                       | Coverage of international events                                                                            | Nominado  | [ 102 ]                |
| 2022 | Royal Television Society Award                                       | Camera Operator of the Year                                                                                 | Nominado  | [ 102 ]                |
| 2022 | Deutsche Welle Freedom of Speech Award                               | | Ganador   | [ 103 ]                |
| 2022 | Премія імені Георгія Ґонґадзе                                        | | Ganador   | [ 104 ]                |
| 2022 | Biagio Agnes Award                                                   | International Prize                                                                                         | Ganador   | [ 105 ]                |
| 2020 | Royal Television Society Award                                       | Camera Operator of the Year                                                                                 | Nominado  | [ 106 ] [ 107 ]        |
| 2019 | APME: Powerful Stories                                               | Use of video                                                                                                |           | [ 108 ]                |
| 2019 | Livingston Award                                                     | International Reporting                                                                                     | Finalista | [ 109 ]                |
| 2018 | Royal Television Society Award                                       | Camera Operator of the Year                                                                                 | Nominado  | [ 34 ]                 |
| 2017 | Royal Television Society Award                                       | Camera Operator of the Year                                                                                 | Nominado  | [ 35 ]                 |
| 2017 | Rory Peck Award                                                      | | Finalista | [ 32 ] [ 33 ] [ 110 ]  |
| 2016 | Royal Television Society Award                                       | Camera Operator of the Year                                                                                 | Ganador   | [ 41 ]                 |
| 2015 | Ukrainian photographer of the year (2014)                            | Reportage                                                                                                   |           | [ 28 ]                 |
| 2015 | Royal Television Society Award                                       | Young Talent of the Year                                                                                    | Ganador   | [ 111 ]                |
| 2014 | Ukrainian photographer of the year (2013)                            | Reportage                                                                                                   |           | [ 13 ] [ 112 ]         |
| 2014 | Humanity Photo Award (HPA) (2013)                                    | | Finalista | [ 22 ]                 |
| 2013 | Pentax Awards, Ukraine                                               | | Ganador   | [ 14 ]                 |
| 2013 | PRESSzvanie Awards, Ukraine                                          | Portrait | Ganador   | [ 15 ] [ 113 ] [ 114 ] |
| 2013 | International FIPP FREMANTLE Portrait Photography Contest, Australia | Portrait | Finalista | [ 22 ]                 |
| 2013 | Ukrainian photographer of the year (2012)                            | Documentary photography                                                                                     |           | [ 115 ]                |
| 2013 | Panasonic Photo Contest, Ukraine                                     | | Ganador   | [ 22 ]                 |
| 2009 | Almost disappearing Járkov, Járkov, Ukraine                          | |           | [ 10 ]                 |
| 2008 | Járkov through the eyes of its inhabitants, Járkov, Ukraine          | |           | [ 9 ]                  |

## Exposiciones
| Año  | Nombre | Lugar                                                                                                 | Referencias                             |
| ---- | --- | --- | --------------------------------------- |
| 2022 | Ucrania: The Path to Freedom                                                                                   | Groninga (Países Bajos)                                                                               | [ 116 ]                                 |
| 2022 | MARIUPOL: Photographs & Video by Evgeniy Maloletka and Mstyslav Chernov                                        | Nueva York (Estados Unidos)                                                                           | [ 117 ]                                 |
| 2022 | Ucrania, testify so you will not forget                                                                        | Saguenay (Canadá)                                                                                     | [ 118 ]                                 |
| 2022 | Obležení Mariúpolu, poslední novináři v okupovaném městě                                                       | Praga (República Checa)                                                                               | [ 119 ]                                 |
| 2022 | Spalah. Today's Ukrainian photography                                                                          | Kiev (Ucrania)                                                                                        | [ 120 ]                                 |
| 2022 | Mariúpol, Ucrania                                                                                              | Perpiñán (Francia)                                                                                    | [ 121 ]                                 |
| 2022 | Escape from Mariúpol                                                                                           | Roma (Italia)                                                                                         | [ 122 ]                                 |
| 2022 | Обличчя війни                                                                                                  | Colonia (Alemania)                                                                                    | [ 123 ]                                 |
| 2022 | Дім воєнних злочинів Росії (Crímenes de guerra rusos)                                                          | Davos (Suiza), Kiev (Ucrania), Bruselas (Bélgica), Nueva York (Estados Unidos), Londres (Reino Unido) | [ 124 ] [ 125 ] [ 126 ] [ 127 ] [ 128 ] |
| 2022 | Tragedy of the 21st century in the centre of Europe                                                            | Nicosia, Sotira, Larnaca (Chipre)                                                                     | [ 129 ]                                 |
| 2022 | Ucrania Now: Darkness vs Light. Children Dream about Peace                                                     | Nueva Delhi (India)                                                                                   | [ 130 ]                                 |
| 2022 | #StandWithUcrania. The Russian war of aggression against Ucrania: lives taken, destroyed cities, lost fortunes | Estrasburgo (Francia)                                                                                 | [ 131 ] [ 132 ]                         |
| 2022 | Українська Герніка                                                                                             | Tiflis (Georgia)                                                                                      | [ 133 ]                                 |
| 2022 | Это приказ, SORRI                                                                                              | Maguncia (Alemania)                                                                                   | [ 134 ]                                 |
| 2022 | The Captured House                                                                                             | Berlín (Alemania), Roma (Italia), Ámsterdam (Países Bajos)                                            | [ 135 ]                                 |
| 2022 | Ціна свободи                                                                                                   | Helsinki (Finlandia)                                                                                  | [ 136 ]                                 |
| 2022 | Маріуполь | Sarajevo (Bosnia y Herzegovina)                                                                       | [ 137 ]                                 |
| 2020 | Сплячий будинок                                                                                                | Kiev (Ucrania)                                                                                        | [ 138 ]                                 |
| 2020 | Production of Dreams, or What the Modern Media Machine Offers                                                  | Kiev (Ucrania) (con Igor Chekachkov)                                                                  | [ 139 ] [ 140 ]                         |
| 2019 | The Ukrainian Revolution                                                                                       | Khmelnytskyi (Ucrania)                                                                                | [ 141 ]                                 |
| 2017 | Ucrania on Fire                                                                                                | Düsseldorf (Alemania)                                                                                 | [ 142 ]                                 |
| 2015 | Maidan – Valor, Will and Pain                                                                                  | Járkov (Ucrania)                                                                                      | [ 143 ]                                 |
| 2015 | I'm a Volunteer at Heart                                                                                       | Sumy (Ucrania)                                                                                        | [ 144 ]                                 |
| 2014 | Red, International Red Cross                                                                                   | Kiev (Ucrania)                                                                                        | [ 22 ]                                  |
| 2013 | Euromaidan: freedom territory                                                                                  | Riga (Letonia)                                                                                        | [ 22 ]                                  |
| 2013 | Camboya: season of rain                                                                                        | Járkov (Ucrania)                                                                                      | [ 7 ] [ 16 ] [ 17 ]                     |
| 2008 | Musica per Somnia                                                                                              | Kiev (Ucrania)                                                                                        | [ 8 ] [ 9 ]                             |